# Bahryniwka
Bahryniwka (ukrainisch Багринівка; russisch Багриновка Bagrinowka, rumänisch Băhrinești, deutsch Bahrinestie) ist ein Dorf in der ukrainischen Oblast Tscherniwzi mit etwa 1400 Einwohnern (2001).

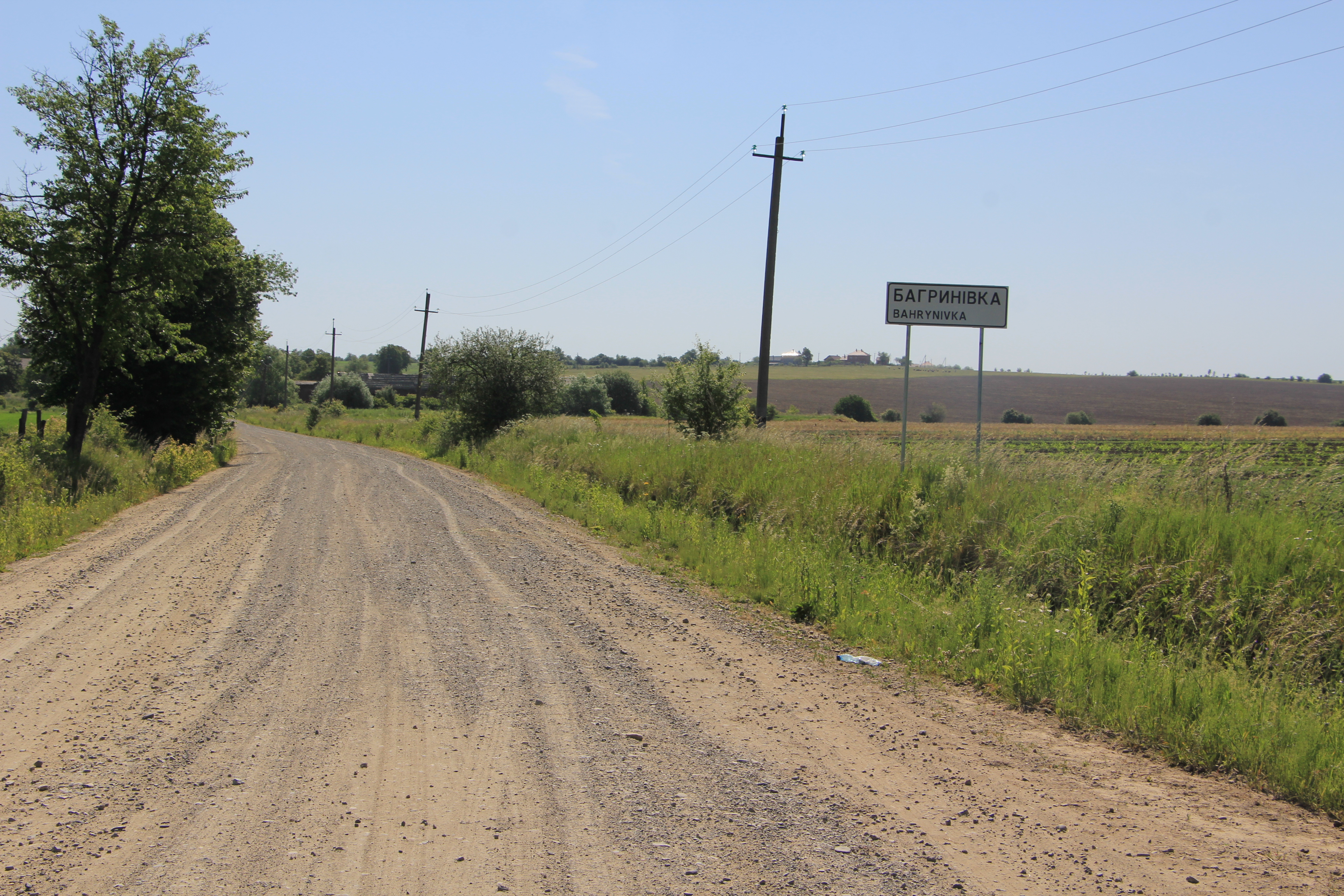
Ortseingang

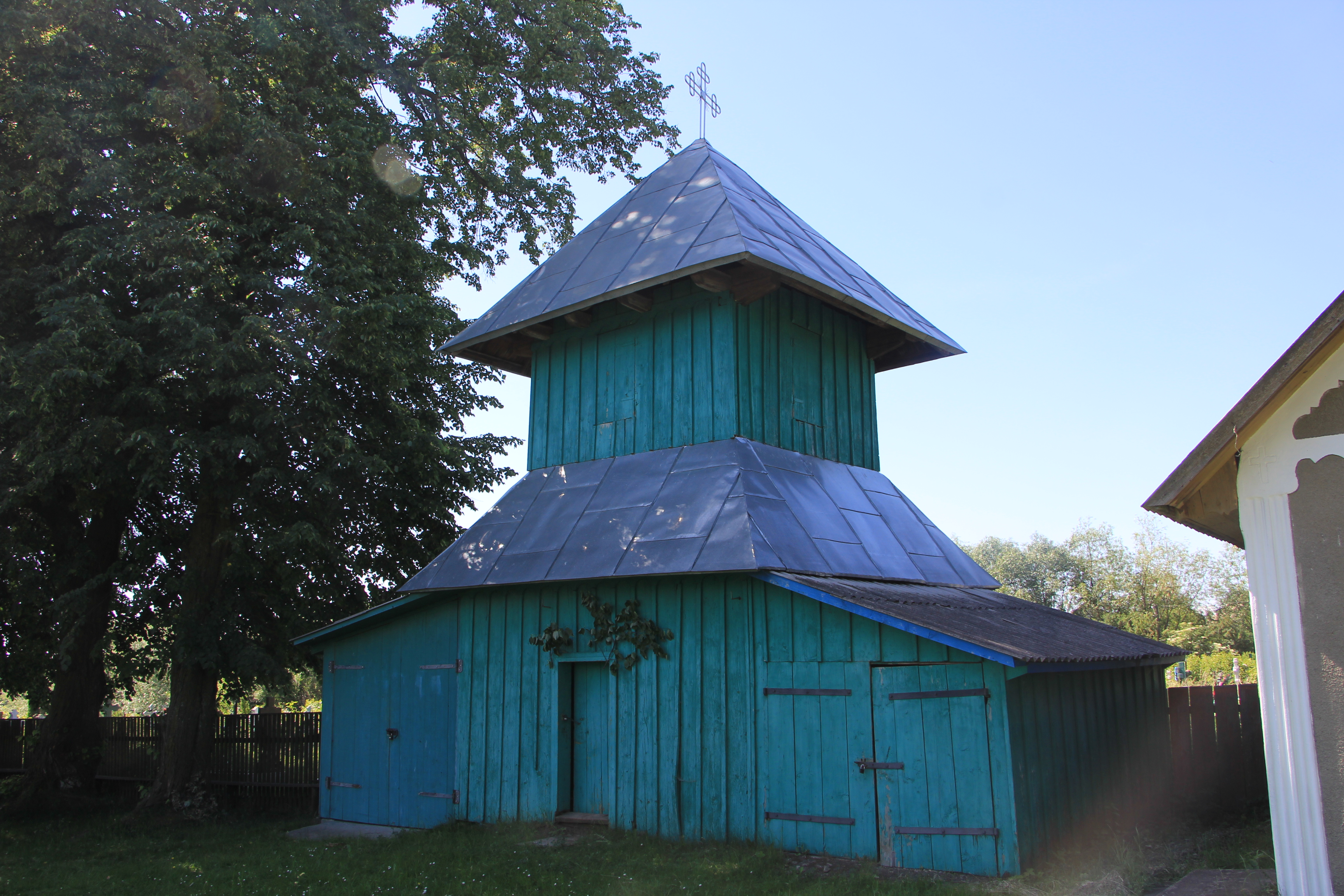
Holzkirche von 1883

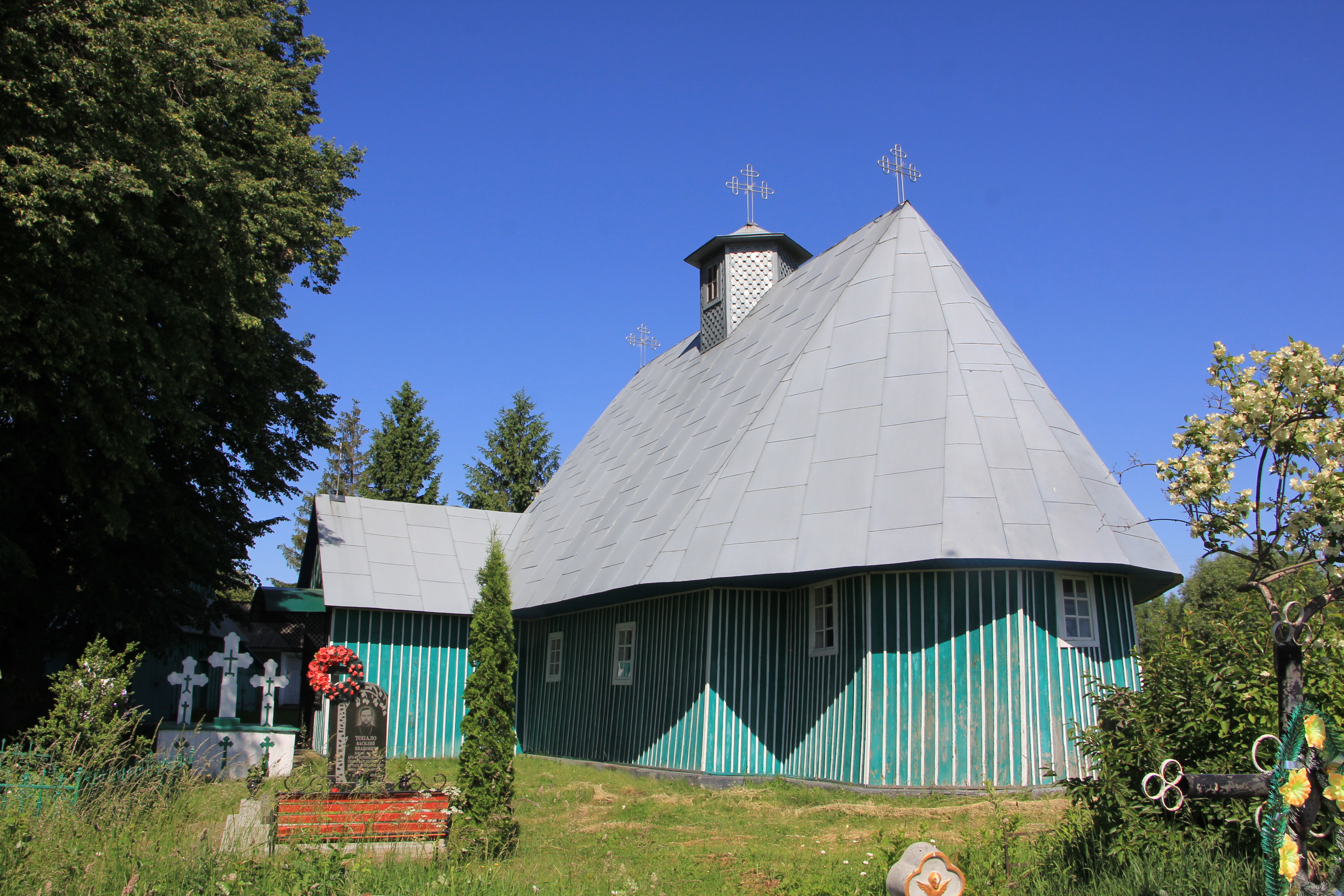
Dorfkirche und Friedhof

Die Ortschaft liegt in der Bukowina nahe der rumänischen Grenze auf einer Höhe von 399 m, 18 km südlich vom ehemaligen Rajonzentrum Hlyboka und 40 km südlich vom Oblastzentrum Czernowitz.
Bahryniwka besitzt eine Bahnstation an der Bahnstrecke Tscherniwzi–Suceava.

## Geschichte
Das erstmals am 31. August 1459 schriftlich erwähnte Dorf hatte 1890 1100 Einwohner. 1910 lebten im Dorf 1226 Rumänen, 94 Polen, 48 Juden, 27 Deutsche und 2 Ruthenen. Am 16. Juni 1883 wurde die Holzkirche im Dorf geweiht.
Bis 1774 gehörte die Ortschaft zum Fürstentum Moldau und daraufhin bis 1918 zur Habsburgermonarchie, ab 1849 innerhalb des österreichischen Kronlandes Bukowina. Nach dem Ende des Ersten Weltkriegs fiel das Dorf an Rumänien. Am 28. Juni 1940 kam es im Zuge der Annexion der Nordbukowina an die Sowjetunion und zwischen 1941 und 1944 wiederum an Rumänien. Nach dem Krieg erneut Teil der Sowjetunion, wurde es nach deren Zerfall 1991 Teil der unabhängigen Ukraine.
Am 12. Juni 2020 wurde das Dorf ein Teil neu gegründeten Landgemeinde Kamjanka im Rajon Hlyboka, bis dahin bildete es die Landratsgemeinde Bahryniwka (Багринівська сільська рада/Bahryniwska silska rada) im Süden des Rajons.
Seit dem 17. Juli 2020 ist der Ort ein Teil des Rajons Tscherniwzi.

## Söhne und Töchter der Ortschaft
- Constantin Mandicevschi (ukrainisch Костянтин Мандичевський; 1859–1933); österreichisch-rumänischer Lehrer und Bibliothekar.